# Élections municipales croates de 2025
Les élections municipales croates de 2025 se déroulent les 18 mai pour le premier tour et 1er juin 2025 pour le second, afin de renouveler les membres des comitats, des conseils municipaux ainsi que les maires des 576 communes de la Croatie.

## Système électoral
Les préfets de comitat, les maires des villes ou des municipalités en Croatie sont élus pour un mandat de quatre ans au scrutin majoritaire au sein de la division administrative locale concernée, avec un second tour si aucun candidat n'obtient la majorité au premier tour du scrutin.
Les membres des conseils de comitat, de ville et de municipalité sont élus pour un mandat de quatre ans au scrutin proportionnel, l'ensemble de la division administrative locale constituant une seule circonscription. Le nombre de membres du conseil est défini par les conseils eux-mêmes, conformément à la législation applicable. Les commissions électorales sont chargées de vérifier si les minorités nationales sont représentées au sein du conseil — comme l'exige la Constitution —, en ajoutant, si nécessaire, des membres supplémentaires issus des listes de candidats non élus et appartenant aux minorités concernées. Le silence électoral, comme pour toutes les autres élections en Croatie, est en vigueur le jour du scrutin et la veille, prenant fin à 19 h 00 lorsque les bureaux de vote ferment et que les premiers sondages de sortie des urnes peuvent être publiés.
Le nombre de sièges dans chaque comitat, ville ou municipalité est défini par la Loi sur l'autonomie locale et régionale et dépend de la population.